# サトルエネルギー学会
サトルエネルギー学会（サトルエネルギーがっかい）とは、西洋医学や科学が求めるエビデンス（根拠）や科学的実証の対象となりえない精神性や霊性に関わる未知現象の情報交換を行う団体である。事務局は東京都港区。1995年設立。
なお、本会はその名称中に「学会」という呼称を含んではいるが、2015年現在、日本学術会議が認定する日本学術会議協力学術研究団体のリストには登載されていない。

## 活動
以下の各分科会に分かれて活動を行っている。
- ヒーリング分科会
- 水活性分科会
- 波動能力開発分科会
- 健康食膳農業分科会
- 秘教科学分科会
- バイオレゾナンスリフレクソロジー分科会
- 意識科学分科会
- 超エネルギー研究分科会

また、セミナー、イベントを実施しており、その近年の主な内容は、
- 死後世界
- シンクロニシティ
- ダウジング
- アントロポゾフィー

などとなっている。
また、年2回の『サトルエネルギー学会誌』を発行している。

## 理事と主な役員
- 名誉会長 大島正光
- 会長 帯津良一
- 副会長 新家龍・山野井昇
- 名誉理事 船井幸雄・村上和雄・江本勝・琴音亜紀
- 顧問 久保田昌治・佐々木茂美 (サイ科学)・町好雄・濱須光由
- 学術委員長 古川彰久
- 事務局長 鈴木俊輔

## 関連団体
- IHM 国際波動友の会 -『水からの伝言』
- 国際波動研究所
- 波動の会
- 国際生命情報科学会 ISLIS
- 日本波動医学協会
- 意識波動医学研究会
- 日本サイ科学会 - ウェイバックマシン（2002年12月10日アーカイブ分） - 【日本サイ科学会 公式サイト―超能力からＵＦＯまで、日本最大の超常現象専門学会】